# Incredible (Céline Dion e Ne-Yo)
Incredible è una canzone registrata dalla cantante canadese Céline Dion in duetto con il cantautore americano Ne-Yo, per l'album in studio in lingua inglese della Dion, Loved Me Back to Life (2013). Il brano scritto da Andrew Goldstein, Emanuel Kiriakou e dallo stesso Ne-Yo, e prodotto da Kiriakou, fu scelto come secondo singolo promozionale dell'album da pubblicare in Nord America, nella maggior parte dei paesi in Europa, Australia e Nuova Zelanda.
A metà dicembre 2013, Incredible ottenne una nomination ai World Music Award nella categoria World's Best Song mentre la fine di gennaio 2014 è stato scelto dalla NBC come inno ufficiale della XXII edizione dei Giochi Olimpici invernali. Il singolo digitale con due rare bonus track fu pubblicato nella maggior parte dei paesi in Europa, e in Australia e Nuova Zelanda il 14 febbraio 2014, mentre negli Stati Uniti fu pubblicato solamente a livello radiofonico il 24 febbraio 2014.
Il 12 luglio 2014, Incredible fu pubblicato come quarto singolo promozionale nel Regno Unito.

## Anticipazioni, contenuti e pubblicazioni
Céline Dion e Ne-Yo collaborarono insieme già nel 2007 per l'album Taking Chances, il quale conteneva I Got Nothin' Left, un barano scritto e prodotto dallo stesso Ne-Yo insieme ad altri autori e produttori. Nel settembre 2012, il celinedion.com annunciò che Céline e Ne-Yo avevano registrato un duetto per il prossimo album in lingua inglese della cantante. Nel marzo 2013, Ne-Yo confermò la collaborazione con la Dion, descrivendo l'esperienza "surreale" a Digital Spy e dichiarò:
Nell'agosto 2013, Billboard pubblicò il titolo della canzone scritta da Ne-Yo, il quale scrisse un altro brano per Loved Me Back to Life intitolato Thank You. Incredible è stato co-scritto da Emanuel Kiriakou e Andrew Goldstein. Anche Kiriakou lavorò per la prima volta con la Dion nel 2007, per la produzione di Surprise Surprise registrato per Taking Chances e There Comes a Time, brano incluso in My Love: Essential Collection (2008). In Loved Me Back to Life produsse anche Thankful e Save Your Soul, quest'ultimo insieme a Goldstein e Danny Mercer.
Il 24 ottobre 2013,  in anteprima su Access Hollywood, fu pubblicato il videoclip del dietro le quinte e della registrazione di Incredible in studio; il giorno successivo fu pubblicato sul canale Vevo della Dion come Making of "Incredible" (duet with Ne-Yo) (EPK). Il 29 ottobre 2013, pochi giorni prima dell'uscita dell'album, uscì su vevo anche l'audio ufficiale del singolo. Il 7 novembre 2013, Ne-Yo annunciò sul suo profilo Twitter che Incredible sarebbe stato il prossimo singolo promozionale di Loved Me Back to Life. La notizia fu confermata dal sito ufficiale di Céline Dion il 13 dicembre 2013, dichiarando che sarebbe stato il nuovo singolo per il Nord America. Il singolo uscì per le radio di tutto il mondo rispettivamente il 2 gennaio 2014 in Indonesia e il 18 luglio 2014 in Italia.
In Europa, Australia e Nuova Zelanda il singolo fu anche pubblicato come Digital download, includendo due rare bonus track: Open Arms (inclusa nell'edizione giapponese di Loved Me Back to Life) e una versione remixata di Loved Me Back to Life realizzata da David Morales. Incredible fu inviato alle radio Adult Contemporary negli Stati Uniti il 24 febbraio 2014 e alle radio del Regno Unito il 12 luglio 2014.

## Videoclip musicale
Il 24 gennaio 2014, Céline Dion e Ne-Yo hanno girato il videoclip musicale di Incredible a Los Angeles. È stato presentato per la prima volta quattro mesi dopo, il 4 giugno 2014 al programma televisivo Good Morning America e caricato il giorno dopo sul canale ufficiale Vevo della Dion.
Il videoclip di Incredible è stato diretto da Zach Merck e mostra la Dion e Ne-Yo che cantano su un tetto, con vista su Los Angeles, intervallati da filmati di persone della vita reale che mostrano i loro incredibili talenti e una giraffa fuori luogo che vaga liberamente per la città.

## Recensioni della critica
Incredible ottenne recensioni positive dalla critica musicale. Andrew Hampp di Billboard scrisse che la canzone suona "così massiccia che il Comitato Olimpico dovrebbe iniziare ad aggiungerla ai segnalibri per i Giochi Olimpici invernali del 2014". L'editore di AllMusic, Stephen Thomas Erlewine, nella sua recensione di Loved Me Back to Life scriveː "Parte di questa sensazione frammentaria è dovuta alla creazione contorta dell'album, che cresce da una semplice ricreazione in studio della sua revue di Las Vegas in corso, Céline, ma poi si espande a qualcosa di un po' più moderno e di qualcosa con un sottile ma palpabile sottofondo R&B. Questa vena piena di sentimento emerge dai duetti: la già citata collaborazione con Ne-Yo, Incredibile...". Eric Henderson di Slant Magazine recensì positivamente il duetto e la produzioneː "Da nessuna parte quella strategia è più pronunciata che in Incredible, una ballata potente che trova Dion scambiare linee con Ne-Yo; entrambi i cantanti suonano incredibilmente in modo intercambiabile grazie alla pesante post-produzione vocale."
Caroline Sullivan de The Guardian non accolse molto bene i testi del brano ma elogiò il duetto, scrivendoː "Un duetto con Ne-Yo, Incredible, la fa tornare a cantare una ballata banale che giura che il loro amore passerà alla storia (come il Titanic e l'iceberg, forse), ma le loro voci si fondono profondamente."

## Successo commerciale
Il 13 novembre 2013, Incredible debuttò nella Billboard Canadian Hot 100 alla numero quarantaquattro e alla numero ventidue della classifica Hot Canadian Digital Songs. Nella seconda settimana, il singolo scese alla posizione numero settantotto della Canadian Hot 100 e nella terza settimana scese di dieci posizioni. Dopo l'esibizione di Céline Dion e Ne-Yo agli show televisivi The Voice e A Home for the Holidays, la canzone rientrò in classifica alla numero ottantuno il 25 dicembre 2013. Il 27 novembre 2013, Incredible debuttò anche nella Billboard Canadian Adult Contemporary salendo alla numero trentasette. Una settimana dopo, balzò alla numero trentatré. Infine raggiunse il picco posizionandosi alla numero ventiquattro il 15 gennaio 2014.
Negli Stati Uniti, la canzone entrò nella top 30 della Billboard Adult Contemporary il 20 marzo 2014, salendo alla numero 28 e diventando la 41ª hit della Dion a presentarsi in classifica. Il 24 aprile 2014 il singolo raggiunse la numero venticinque.
Il singolo entrò anche nella Gaon Music Chart della Corea del Sud, dove debuttò il 14 novembre 2013, raggiungendo la dodicesima posizione nella seconda settimana in classifica.

## Interpretazioni dal vivo
Il 3 novembre 2013, Céline Dion e Ne-Yo si esibirono con Incredible al programma televisivo canadese Le Banquier per promuovere l'album che sarebbe stato rilasciato due giorni dopo. Negli Stati Uniti, Incredible fu presentata il 17 dicembre 2013 durante la finale di The Voice e il 18 dicembre 2013 durante il 15° speciale televisivo annuale della CBS, A Home for the Holidays, dedicato alle adozioni e alle celebrazioni delle storie di adozione e di affidamento.
Il 31 dicembre 2013, Ne-Yo sorprese Céline presentandosi mentre stava per eseguire Incredible durante lo spettacolo di Capodanno del residency-show Céline di Las Vegas. Il 25 febbraio 2014, la cantante aggiunse ufficialmente Incredible alla scaletta di Céline.

## Formati e tracce
Digital download
1. Incredible (feat. Ne-Yo) – 3:54 (Andrew Goldstein, Emanuel Kiriakou, Shaffer Smith)
2. Open Arms – 3:08 (Steve Perry, Jonathan Cain)
3. Loved Me Back to Life (David Morales La Vie in Stereo DJ Remix) – 4:00 (Hasham Hussain, Denarius Motes, Sia Furler)

## Classifiche
| Classifica (2013-2014)                             | Posizione massima raggiunta |
| -------------------------------------------------- | --------------------------- |
| Canada (Billboard Canada AC)                       | 24                          |
| Canada (Billboard Canadian Hot 100)                | 44                          |
| Canada (Billboard Hot Canadian Digital Song Sales) | 22                          |
| CIS (Tophit)                                       | 181                         |
| Corea del Sud (Gaon International Download Chart)  | 12                          |
| Québec (ADISQ)                                     | 25                          |
| Stati Uniti (Billboard Adult Contemporary)         | 25                          |

## Crediti e personale
Registrazione
- Registrato presso i Chalice Recording Studios di Los Angeles (CA); Studio at the Palms di Las Vegas (NV)
- Registrato (voci) presso i Studio at the Palms di Las Vegas (NV)
- Mixato presso i MixStar Studios DI Virginia Beach VA

Personale
- Digital editing - Pat Thrall, Jens Koerkemeier
- Ingegnere del suono - John Hanes
- Ingegnere del suono (assistente) - Phil Seaford
- Mixato da - Șerban Ghenea
- Mixato da (assistente) - Chris Galland, Delbert Bowers
- Musica di - Andrew Goldstein, Emanuel Kiriakou, Ne-Yo
- Produttore - Emanuel Kiriakou

- Programmazione - Emanuel Kiriakou, Andrew Goldstein
- Registrato da - Emanuel Kiriakou, Andrew Goldstein, Moses Gallart
- Registrato da (voci) - François Lalonde
- Registrato da (voci) [assistente] - Mark Everton Gray
- Tastiere - Emanuel Kiriakou, Andrew Goldstein
- Testi di - Andrew Goldstein, Emanuel Kiriakou, Ne-Yo

## Cronologia di pubblicazione
| Paese         | Data             | Formati              |
| ------------- | ---------------- | -------------------- |
| Australia     | 14 febbraio 2014 | Digital download     |
| Europa        | 14 febbraio 2014 | Digital download     |
| Indonesia     | 2 gennaio 2014   | Singolo promozionale |
| Italia        | 18 luglio 2014   | Singolo promozionale |
| Nuova Zelanda | 14 febbraio 2014 | Digital download     |
| Regno Unito   | 12 luglio 2014   | Singolo promozionale |
| Stati Uniti   | 24 febbraio 2014 | Singolo promozionale |